# 오승환
오승환(吳昇桓, 1982년 7월 15일~)은 대한민국의 전 야구 선수로 KBO 리그의 삼성 라이온즈 소속 투수로 활동했었다.

## 아마추어 시절
빠른 공을 던지는 투수로 이름이 나 MLB 스카우트들의 관심을 얻었지만 팔꿈치 인대가 파열됐다. 이후 타자로 전향하고 고등학교 2학년 때 경기고등학교로 전학을 갔다. 그는 전국 대회에서 타자로서 별다른 활약을 보여주지 못했고, 팔꿈치 부상 경력이 있어 프로 팀과 대학 팀의 관심을 많이 받지 못했다. 당시 단국대학교의 강문길 감독은 고등학교 초기 그가 뛰어난 투수였다는 점에 주목했고 투수로서의 자질을 발견해 단국대학교 체육교육과에 입학할 것을 권유했다. 진학 후 단국대학교 체육교육과 1학년 때 갑자기 팔꿈치를 다쳐 팔꿈치 인대 접합 수술을 받았다. 3학년이 돼서야 제한적으로 2이닝씩 투구할 수 있게 됐고, 재활에 더욱 매진한 그는 3학년 때 시속 138km/h에 머물던 구속을 졸업할 무렵에 148km/h가 넘게 끌어올렸다.

## 한국 프로야구 시절

### 삼성 라이온즈 시절

#### 2005년 시즌
2차 1라운드 지명에서 삼성 라이온즈 팀의 지명 순위는 전체 5순위였다. 팀보다 상위 지명 순위를 가진 네 팀은 모두 고졸 선수를 지명했지만, 팀은 단국대학교 졸업 예정인 그를 지명했다. 경기고등학교 때부터 잘 알려진 선수도 아니었고, 단국대 시절 팔꿈치 수술을 받는 등 두 번의 수술 경력이 있는 투수를 지명한다는 것은 다소 모험이었다. 시즌 개막 후 중간 계투를 맡았다. 그 해 7월 당시 마무리 투수였던 권오준이 부진에 빠지자 팀은 그에게 마무리를 맡기고 권오준에게 셋업맨을 맡겼는데 권오준에 앞서 해크먼이 마무리로 기용될 예정이었지만 제구력 불안 때문에 선발로 보직을 변경했고, 중도 퇴출됐다.  소심한 성격-제구력 불안 탓인지  7월 5일 이 둘은 K-O 펀치라고 불렸다. 이후 신인답지 않게 마무리 투수로서 독보적인 모습을 보여줬다. 한국시리즈 3경기에 등판해 7이닝 무실점, 11탈삼진, 평균자책점 0의 완벽한 마무리 능력을 보이며 한국시리즈 MVP로 선정됐다. 시즌 후 신인왕과 한국시리즈 MVP를 동시에 차지했는데 이는 그가 유일한 케이스였고, 팀 내 역대 3번째 신인왕을 수상했다. 또 KBO 최초 시즌 승리, 세이브, 홀드 모두 10개 이상을 기록했다.

#### 2006년시즌
10월 1일 현대전에서 47세이브를 기록하며, 일본의 이와세 히토키가 가지고 있던 아시아 통산 최다 세이브 기록인 46세이브를 경신했다. 이는 진필중이 가지고 있던 한 시즌 최다 세이브(42개) 기록과 이와세 히토키가 2005년에 세운 한 시즌 최다 세이브(46개) 기록을 깬 아시아 신기록이었다.

#### 2007년~ 2008년 시즌
9월 18일 KIA전에서 데뷔 후 3년 180경기 만에 최단 기간 세 자릿수 세이브를 기록했다.
2년간 꾸준한 성적을 올려 세 시즌 연속 세이브 부문 1위를 차지했다. 덕분에 야구 국가대표팀에 선발됐다. 하지만 그는 승리하는 경기마다 등판하며 과부하로 인해 구위가 떨어지기 시작했다.

#### 2009년  시즌
6월 21일 LG와의 더블 헤더 2차전에서 박용택에게 데뷔 후 첫 만루 홈런을 허용했다. 이후 마운드에 글러브를 집어던졌다. 어깨 부상까지 당하며 시즌을 마감했고, 데뷔 후 가장 부진한 성적을 기록했다. 그를 대신해 권혁, 정현욱 등이 번갈아 가며 마무리를 맡아 불펜이 과부하에 걸리는 원인이 됐다. 이 영향으로 2년간 구원왕을 이용찬, 애킨스, 손승락에게 내줬다.

#### 2010년 시즌
종전 시즌부터 생겨난 부상의 여파가 이어지며 마무리 자리를 넘겨줬고, 등판 수가 현저히 줄었다. 마운드 위에서는 2009년 시즌과 같은 구위의 저하가 드러났으며, 그는 2년 연속 4점대 평균자책점을 기록했다. 시즌 16경기에 등판했다.

#### 2011년 시즌
많은 휴식과 훈련을 한 그는 스프링캠프에서 이례적으로 147km/h의 공을 던졌다. 그 후 시범 경기에서 5경기 5이닝 무실점, 2세이브, 6탈삼진, 평균자책점 0, 최고 구속 148km/h를 기록했다. 시즌 첫 등판에서 1.1이닝 무실점, 2볼넷, 2탈삼진을 기록하며 첫 세이브를 올렸다. 5월 7일 그가 가지고 있던 최소 경기(12경기) 두 자릿수 세이브와 타이 기록을 세웠다. 5월 20일 두산 베어스전에서 블론 세이브를 기록했지만, 신명철의 끝내기 안타로 승리 투수가 됐다. 8월 2일 넥센 히어로즈전에서 역대 최소 경기(37경기) 30세이브 타이 기록을 세웠다. 8월 12일 KIA 타이거즈전에서 최연소(만 29세 28일), 최소 경기(334경기) 통산 200세이브 세계 신기록을 세웠다. 8월 27일 두산 베어스전에서 16경기 연속 세이브를 기록하며, 2006년 정재훈의 15경기 연속 세이브 기록을 경신했다. 9월 10일 LG 트윈스전에서 1이닝 1실점으로 역대 최소 경기(47경기) 40세이브를 기록했다. 10월 1일 SK 와이번스전에서 그가 가지고 있던 아시아 세이브 타이 기록(47세이브)을 세웠다. 그는 두산 베어스, LG 트윈스를 제외한 5개 구단을 상대로 점수를 허용하지 않았다. 한국시리즈 2차전에서 구원 등판해 2이닝 3탈삼진을 기록했고, 한국시리즈 5차전에서 구원 등판해 1.1이닝을 막으며 KS 통산 최다 세이브인 6세이브를 기록했다. 한국시리즈에서 3세이브를 기록하며 한국시리즈 MVP에 올랐다. 또 KBO 최초 무패 구원왕 기록을 세웠고, 역대 세이브 1·2위간의 최대 격차 기록을 경신했다.

#### 2012년 시즌
시범 경기 첫 등판부터 안정광에게 2점 홈런을 맞는 등 총 3실점하며 블론 세이브를 기록했다. 4월 13일 넥센 히어로즈와의 경기에서 시즌 첫 등판해 1.1이닝 무실점, 1탈삼진을 기록하며 시즌 첫 세이브를 기록했지만 11일 후 롯데 자이언츠와의 경기에서 6실점하며 부진했다. 경기 후 그의 평균자책점은 10점대로 치솟았다. 하지만 이틀 후인 4월 26일에 1이닝 무실점, 1탈삼진을 기록하며 시즌 4세이브를 기록했다. 그는 5월 8일 롯데 자이언츠와의 경기에서 우여곡절 끝에 6세이브를 기록했고, 5월까지 총 10세이브를 기록했다. 그는 6월 9일 SK 와이번스와의 경기에서 구원 등판해 연속 삼진을 잡아내며 시즌 첫 승을 기록했다. 그는 6월까지 총 15세이브를 기록했으며, 7월 1일 넥센 히어로즈와의 경기에서 김용수의 KBO 개인 통산 최다 세이브 기록인 227세이브를 경신했다. 7월 12일 LG 트윈스와의 경기에서 통산 229세이브를 기록했다. 9월 2일 넥센 히어로즈와의 경기에서 시즌 30세이브를 기록했다. 9월 5일 LG 트윈스와의 경기에서 세이브 부문 1위에 등극했다. 시즌 막판 컨디션 조절 등을 이유로 1군 엔트리에서 제외돼 최종적으로 통산 249세이브를 기록하는데 그쳤다. 10월 31일 SK 와이번스와의 한국시리즈 5차전에서 세이브를 기록하며 PS 최다 세이브 타이 기록을 세웠다.

#### 2013년 시즌

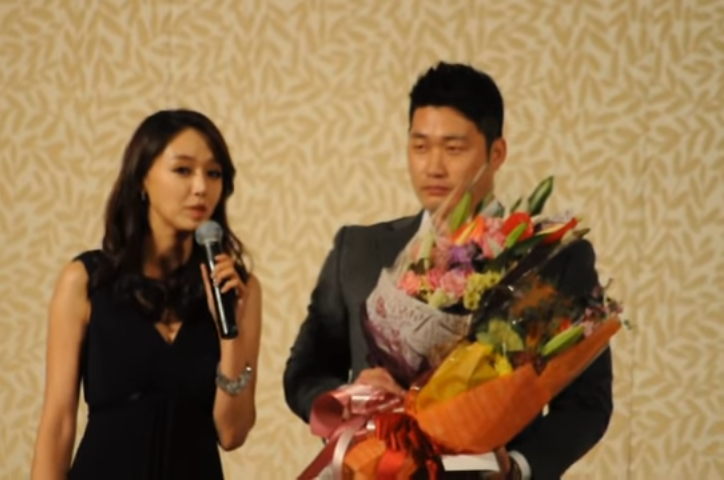
2013년 12월 3일 조아제약 프로야구대상에서 구원투수상 수상 당시

좋은 활약을 계속 보여줬다. 한국시리즈 2차전에서는 오재일에게 결승 홈런을 허용하기 전까지 PS 6타자 연속 탈삼진 타이 기록을 포함해 4이닝을 완벽히 막아냈다. 11월 22일 2년 9억엔에 일본의 한신 타이거스에 입단했다.

## 일본 프로야구 시절

### 한신 타이거스 시절

#### 2014년 시즌
3월 29일에 첫 등판했다. 첫 타자인 아베 신노스케를 초구 플라이로 잡았지만 다음 타자인 호세 셀레스티노 로페스에게 안타를 허용했다. 다음 타자인 야노 켄지, 하시모토 이타루를 범타 처리했지만 1이닝동안 32구나 투구했다. 첫 세이브를 기록한 그는 4월 3일 주니치와의 경기에 등판했으나 NPB 데뷔 후 첫 실점을 기록했다. 5월 28일 세이부와의 경기에 구원 등판했지만, 3실점(비자책)으로 NPB 데뷔 후 첫 블론 세이브와 첫 패전을 기록했다. 이 날 포수였던 히다카 다케시는 그와 처음으로 호흡을 맞췄는데, 일본 언론에서는 히다카 다케시가 그의 공에 익숙하지 않은 것을 패전의 이유로 꼽았다. 7월 21일 23번째 세이브이자 한일 통산 300세이브 기록을 세웠다. 9월 21일 주니치와의 경기에서 동점 상황에 타자로 나와 데뷔 첫 안타를 기록했다. 9월 26일 37세이브를 기록하며 센트럴 리그 세이브 1위를 확정지었고, 9월 27일에 38세이브를 기록하며 선동열의 일본 프로 야구 한국인 최다 세이브 기록을 경신했고, 데뷔 첫 해 센트럴 리그 구원왕에 올랐다. 그는 한국인 최초 일본 프로 야구 구원왕이 됐고, 39세이브는 외국인 투수 첫 시즌 최다 세이브 기록이었다. 9월 26일 ~ 10월 1일까지 5경기 연속 등판했는데, 이 기간 동안 실점 없이 3세이브를 올렸다. 그 중 두 개가 2위 자리를 다투던 히로시마 도요 카프를 상대로 거둔 것이었다. 그가 입단해서 등번호 22번을 받았을 때 팬들은 의아해 했는데, 많은 연봉에다 후지카와 규지의 등번호까지 줄 필요가 있느냐는 이유였다. 게다가 그가 삼성 라이온즈 시절 47세이브로 한 시즌 아시아 최다 기록을 세운 것도 후지카와 규지의 46세이브 기록을 넘어선 것이기 때문에 탐탁해 하지 않았다. 그는 10월 11일 히로시마 도요 카프와의 센트럴 리그 클라이맥스 시리즈 퍼스트 스테이지 1차전에 등판해 1이닝 무피안타, 무실점, 3탈삼진으로 퍼펙트 피칭을 했다. 그는 임창용 이후 3년 만에 일본 PS에서 세이브를 기록한 한국인 투수가 됐다.

#### 2015년 시즌
4월 29일 야쿠르트전에서 구원 등판해 1이닝 무실점으로 세이브를 기록하며, 팀의 외국인 개인 통산 최다 세이브 신기록을 세웠다.
시즌 63경기에 등판해 69.1이닝 2승 3패, 66탈삼진, 41세이브를 기록했다.

## 미국 프로야구 시절

### 세인트루이스 카디널스 시절

#### 2016년 시즌

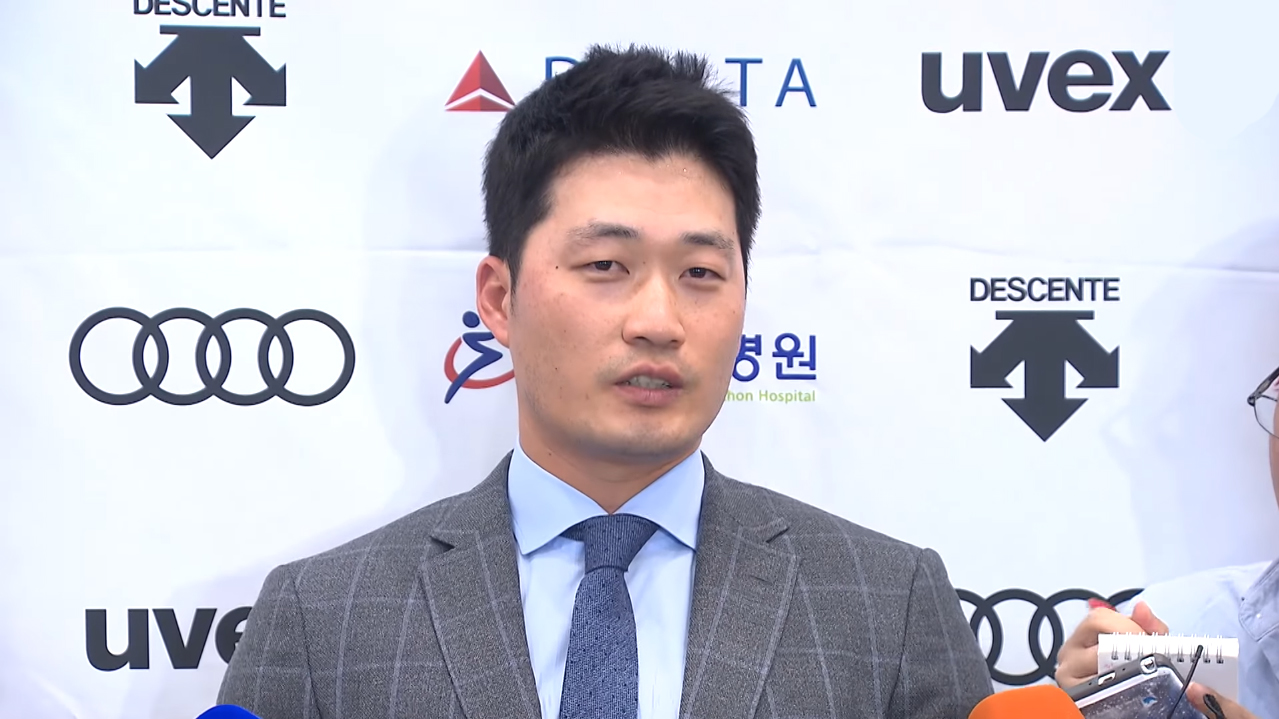
메이저 리그 첫 시즌을 마치고 귀국 인터뷰

2016년 1월 메이저 리그 베이스볼의 팀인 세인트루이스 카디널스 이적을 발표했다. 4월 11일 애틀랜타 브레이브스와의 경기에서 구원 등판해 1이닝 무피안타, 2탈삼진, 무실점 퍼펙트 피칭으로 MLB 첫 승을 기록했다. 시즌 초에는 셋업맨으로 나섰지만, 시즌 전반기가 끝나기 전 기존 마무리 투수였던 트레버 로젠탈의 부진으로 인해 그가 마무리 투수로 보직이 변경됐다. 7월 21일에는 샌디에고 파드리스를 상대로 더블 헤더 1차전과 2차전에서 모두 세이브를 기록하며 한국인 투수 최초 더블 헤더 경기에 모두 나와 세이브를 기록했다. 시즌 76경기에 등판해 79.2이닝 6승 3패, 103탈삼진, 19세이브를 기록했다.

#### 2017년 시즌
3월에 WBC 국가대표팀에 선발돼 위력적인 투구를 보여줬다. 시즌에 들어와서는 기존 마무리 투수였던 트레버 로젠탈이 지난 시즌 부상과 부진 등으로 밀려나 마무리 투수로 시즌을 시작했다. 전반기에는 지난 시즌과 다름 없는 좋은 활약을 펼쳤으나 후반기에는 슬라이더의 난조로 인해 다소 부진했다. 시즌 1승 6패, 20세이브, 4점대 평균자책점을 기록했다.

### 토론토 블루제이스 시절

#### 2018년 시즌
원 소속팀이였던 세인트루이스 카디널스와의 계약 종료 후 새 팀을 알아보던 중 친한 친구인 추신수가 있는 텍사스 레인저스가 그에게 좋은 계약 조건과 마무리 투수 보장을 내세우면서 계약에 임박했으나 메디컬 테스트에서 탈락해 계약이 무산됐다. 그 후 2월 27일에 토론토 블루제이스와 1+1년 최대 750만 달러의 계약을 맺었다.

### 콜로라도 로키스 시절
내야수 채드 스판버거, 외야수 포레스트 월이 토론토 블루제이스로, 그가 콜로라도 로키스로 가는 2:1 트레이드를 통해 이적했다.

## 한국 프로야구 복귀

### 삼성 라이온즈  복귀
콜로라도에서 방출돼 2019년 8월 6일에 연봉 6억원에 계약을 체결하며 복귀했다. 2020년 6월 9일에 1이닝 2피안타, 무실점을 기록했다.
이후 6월 16일 두산 베어스전에서 세이브를 기록하며 한미일 통산 400세이브를 기록했다.
2021년 4월 25일 KIA 타이거즈전에서 KBO 리그 최초 통산 300세이브를 달성했다.
또 2023년 6월 6일에 한미일 통산 500세이브를 달성했다.

## 구종

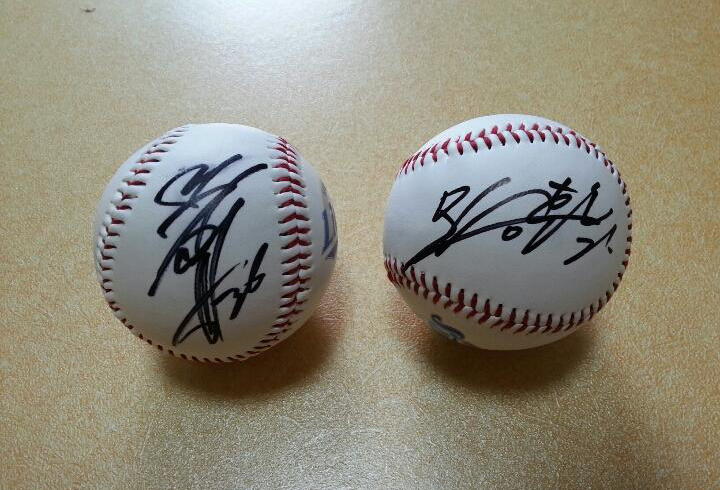
그의 서명이 된 야구공

- 현재 속구의 최고 구속은 시속 159km/h이며(2012년 6월 16일 두산 베어스전에서 던진 직구가 두산 베어스 전력분석원의 스피드건에 159km/h로 측정됐다. 전광판과 방송 카메라에는 156km/h로 측정됐으며, 삼성 라이온즈 전력분석원은 "155km/h로 측정됐다"고 했다.)[17], 평균 구속은 시속 92~93마일(148~150km/h)이다.[18] 직구의 볼 끝이 좋아서 약간 떠오르는 듯한 라이징 패스트볼 형의 모습을 보인다. 회전수에 비례해 확인한 바 뜨려는 성질을 보인다. 변화구는 슬라이더와 커브, 컷 패스트볼, 체인지업을 가지고 있다. 상대적으로 적은 구종으로 뛰어난 피칭을 보일 수 있는 이유는 직구의 구위이다. 투구 스타일은 배트에 맞아도 범타가 될 만큼 좋은 직구와 제구력을 갖추고 있어서 초구부터 유리한 볼 카운트를 잡고 나간다. 또한 2008년 전지 훈련 때는 체인지업을 배웠고, 타자들이 타이밍 포착을 어렵게 하기 위해 2008년 시즌 초반 컷 패스트볼을 사용하기 시작했다. 2009년 전지 훈련 때는 구속 증가를 위해 평소보다 2배 많은 웨이트 트레이닝을 소화했고 신인 때와 2006년 때보다 구속이 2~4km/h 증가한 모습을 보였으나, 변화구의 변화가 무뎌졌다. 예전에 '돌직구'를 던질 때보다 직구 볼끝이 약간 무뎌져서 홈런을 많이 허용했으나, 2011년에 '돌직구'로 불리는 150km/h가 넘는 직구와 '돌부처'의 별명을 되찾았다.

| “ | Wow, the guy he looked like he was throwing 110 mph. (우와, 그 친구 110마일을 던지는것 같았어.) | ” |
|   | — 전 메이저 리그 시카고 컵스 포수 마이클 바렛 (Michael Barret)                                  |   |

## 별명
- 투구를 할 때 얼굴 표정이 전혀 변화가 없다고 해 '돌부처'라고 불린다.
- 도박 사건에 연루돼 '칩승환'이라고 불린다.
- 세이브를 많이 해 '끝판대장' 이라고 불린다.

## 등장 테마곡
- N.EX.T - Lazenca Save Us[20]
- 학교종

## 논란
- 2015년 12월 7일 해외 원정 도박 사건에 연루돼 검찰에 소환됐다. 이후 2015년 12월 9일 도박 혐의를 시인했다. 검찰은 그와 임창용, 윤성환, 안지만을 700만원의 벌금형으로 약식 기소했다. KBO는 그가 국내 복귀할 시 해당 시즌의 50% 출장 정지 징계를 내렸다.

## 등번호

### KBO
- '21' (2005년 ~ 2013년, 2020년 ~ 2025년 / 삼성 라이온즈, 영구 결번)

### NPB
- '22' (2014년 ~ 2015년 / 한신 타이거스)

### MLB
- '26' (2016년 ~ 2017년 / 세인트루이스 카디널스)
- '22' (2018년 ~ 2018년 / 토론토 블루제이스)
- '18' (2018년 ~ 2019년 / 콜로라도 로키스)

### 국가대표
- '17' (2006년 WBC 국가대표, 2009년 WBC 국가대표)
- '21' (2006년 아시안 게임 국가대표, 2013년 WBC 국가대표, 2020년 하계 올림픽 국가대표)
- '11' (2008년 하계 올림픽 국가대표)
- '26' (2017년 WBC 국가대표)

## 출신 학교
- 서울도신초등학교
- 우신중학교
- 한서고등학교(전학) → 경기고등학교
- 단국대학교 체육교육과 01학번

## 돌직구의 어원
- 그를 상징하는 단어 중 하나인 '돌직구'는 원래 야구에서 나온 말이다. '돌처럼 무거운 직구'란 뜻이지만, 정식 야구 용어는 아니다. 방망이에 맞히기도 어렵고, 맞아도 멀리 나아가지 않는다는 뜻이 가미돼 있다. 삼성 라이온즈 소속이었을 때는 그의 직구가 워낙 빠르고 묵직해 헛스윙을 하거나 범타로 물러나는 경우가 많았는데 그의 공을 돌직구라고 부르면서 생겼다. 강한 악력으로 혼신의 힘을 다해서 150km/h가 넘는 공을 던지기 때문에, 타자들의 눈에는 다른 투수들의 공보다 더 빠르게 느껴지게 한다.

## 트리비아
- 그의 직구를 타자들이 잘 못 치는 이유에 대해 여러 가지 설이 있었다. 종속설이 있었지만 비슷한 구속의 한기주와 종속이 비슷하게 나왔고, 평균 자책점이 상대적으로 높은 리즈가 종속이 더 잘 나와서, 종속설은 신뢰를 잃었다. 종속은 단순히 초속에 비례한다는 사실도 나왔다. 하지만 KBS의 프로그램에서 레슬링 선수보다 높은 90kg의 악력을 기록했다. 그의 포심은 초당 최고 57바퀴로 KBO 투수 중 1위였고, 직구의 회전 수에 비례해 공이 떠오르려 하는 마그누스 효과에 있다는 사실이 밝혀지고, 투구 폼에서 타자들이 타이밍을 잡기 힘든 폼이라는게 밝혀져 이후로 '회전수 + 투구폼'설이 지지를 받았다.
- 그가 한신 타이거스로 이적할 당시 삼성 라이온즈가 한신에게 이적료로 받은 5천만엔을 그에게 줬다고 한다.
- 2015년 4월 20일 소녀시대 유리와 교제를 인정했고, 2015년 10월 15일에 결별 사실이 알려졌다.
- 삼성라이온즈 최초의 투수출신 영구결번이다.

## 주요 기록
| 기록 / 날짜 / 상대팀 / 장소                                                                                           | 기록 / 날짜 / 상대팀 / 장소                                               | 기록 / 날짜 / 상대팀 / 장소                                    |
| 경기 내용 | 종전 기록                                                                 | 비고                                                           |
| --- | ------------------------------------------------------------------------- | -------------------------------------------------------------- |
| 프로 데뷔 / 2005년 4월 3일 / 롯데 / 대구                                                                              |                                                                           |                                                                |
| 1이닝 1탈삼진 무실점                                                                                                  |                                                                           |                                                                |
| 최소 경기 100세이브 (3시즌, 180경기) / 2007년 9월 18일 / KIA / 대구                                                   |                                                                           |                                                                |
| 4-1, 8회 2사 2루, 1⅓이닝, 2안타 1실점                                                                                 | 2005년 조용준, 197경기                                                    | 시즌 37세이브 째, 통산 18승 7패                                |
| 아시아 시즌 최다 세이브 (47세이브) / 2006년 10월 1일 / 현대 / 수원                                                    |                                                                           |                                                                |
| 5-0, 8회 2사 만루에 등판, 1⅓이닝 무안타 무실점                                                                        | 2005년 NPB 주니치 이와세 히토키 (46S) 2007년 NPB 한신 후지카와 규지 (46S) | 시즌 47세이브, 2006년 시즌 세이브 1위 (47세이브), 4승 3패 1.59 |
| 한국 프로 야구 최초 트리플 10 (10승 10홀 10S) / 2005년 (9월 28일, 6월 23일, 8월 28일) / 10승·10홀 - 대구, 10S - 문학  |                                                                           |                                                                |
| 10승 : 한화전 3이닝 무안타 무실점 3삼진 10홀 : 현대전 1⅔이닝 무안타 무실점 1삼진 10S : SK전 1⅓이닝 1안타 무실점 1삼진 | 2005년 시즌 99이닝 10승 1패 방어율 1.18 11홀드 16세이브                   | 2005년 승률왕 (0.909)                                          |
| 최연소, 최소 경기 통산 200세이브 / 2011년 8월 12일 / KIA / 대구                                                       |                                                                           |                                                                |
| 8회초 2사 1루 상황에 등판, 1.1이닝 무실점                                                                             | 최연소 : 구대성 (37세 11개월 12일) 최소 경기 : 조너선 파펠본 (359경기)    | 최연소 : 만 29세 28일 최소 경기 : 334경기 (세계신기록)         |
| 최다 경기 연속 세이브 신기록 / 2011년 8월 27일 / 두산 / 잠실                                                          |                                                                           |                                                                |
| 연장 11말 등판, 1이닝 무실점 삼자범퇴                                                                                 | 2006년 두산 정재훈 5월 19일 ~ 7월 2일 (15경기 연속)                       | 7월 5일 문학 SK전부터 10월 1일 문학 SK전까지 세이브            |
| 최다 경기 연속 세이브 아시아 신기록 / 2011년 9월 27일 / 두산 / 잠실                                                   |                                                                           |                                                                |
| 9말 등판, 1이닝 1피안타 무실점 2탈삼진                                                                                | 사사키 가즈히로 (22경기)                                                  | 28경기 연속 세이브                                             |
| 한국 프로야구 통산 최다 세이브 / 2012년 7월 1일 / 넥센 히어로즈 / 대구                                                |                                                                           |                                                                |
| 프로야구 통산 최다 세이브 달성                                                                                        | 김용수 (227세이브)                                                        | 한국프로야구 통산 최다 228 세이브                              |
| 포스트시즌 통산 최다 세이브 / 2013년 10월 31일 / 두산 / 대구                                                          |                                                                           |                                                                |
| 포스트시즌 통산 최다 세이브 달성                                                                                      | 오승환 (10세이브)                                                         | 포스트시즌 통산 최다 13 세이브                                 |
| 한국시리즈 통산 최다 세이브 / 2013년 10월 31일 / 두산 / 대구                                                          |                                                                           |                                                                |
| 한국시리즈 통산 최다 세이브 달성                                                                                      | 오승환 (8세이브)                                                          | 한국시리즈 통산 최다 11 세이브                                 |
| 일본 프로야구 한신 외국인 개인 통산 최다 세이브 / 2015년 4월 29일 / 야쿠르트 스왈로스 / 한신 고시엔 구장              |                                                                           |                                                                |
| 한신 타이거스 외국인 개인 통산 최다 세이브                                                                            | 제프 윌리엄스 (47세이브)                                                  | 오승환 (49세이브)                                              |

### 통산 세이브 달성 일지
| 기록      | 날짜         | 구장   | 상대팀   | 경기 결과 | 시즌 수 | 경기수 | 달성 당시 나이   | 각주 및 기타                                         |
| 1         | 2005. 04. 27 | 대구   | LG       |           | 1       | 11     | 22세 9개월 12일  |                                                      |
| 100       | 2007. 09. 18 | 광주   | KIA      |           |         | 180    | 25세 2개월 3일   | 한국 프로 야구 역대 최소 경기 기록                   |
| 150       | 2009. 05. 05 | 대전   | 한화     |           |         | 254    | 26세 9개월 20일  | 한국 프로 야구 역대 최소 경기 기록/ 최연소 기록      |
| 200       | 2011. 08. 12 | 대구   | KIA      |           |         | 334    | 29세 28일        | 프로 야구 역대 최소 경기 세계 기록/ 최연소 세계 기록 |
| 228세이브 | 2012. 07. 01 | 대구   | 넥센     | 1 - 3     | 8       | 369    | 29세 11개월 16일 | 한국 프로 야구 역대 최다 기록                        |
| 250세이브 | 2013. 04. 07 | 대구   | NC       |           | 9       | 398    | 30세 8개월 23일  | 한국 프로 야구 역대 최초 기록                        |
| 300세이브 | 2014. 07. 21 | 고시엔 | 요미우리 |           | 1       |        | 32세 6일         | 한일개인통산 기록, 한국인 두번째 300세이브           |

## 경력

### KBO
- KBO 정규리그 우승 5회 (2005년, 2006년, 2011년, 2012년, 2013년)
- KBO 한국시리즈 우승 5회 (2005년, 2006년, 2011년, 2012년, 2013년)
- 아시아 시리즈 우승 1회 (2011년)

### NPB
- NPB 센트럴 리그 우승 1회 (2014년)
- NPB 일본시리즈 준우승 1회 (2014년)
- NPB 센트럴 리그 세이브 1위 2회 (2014년, 2015년)
- NPB 센트럴 리그 클라이맥스 시리즈(CLCS) MVP 1회 (2014년)
- NPB 센트럴 리그 ALL-STAR 1회 (2015년)

### MLB
- MLB 내셔널 리그(NL) 세이브 10위 (2016년)
- MLB 내셔널 리그(NL) 올해의 구원투수상(트레버 호프먼상) 후보 8인 선정 (2016년)
- MLB 내셔널 리그(NL) 올해의 신인상 투표 공동 6위 (2016년)
- MLB 내셔널 리그(NL) 세이브 13위 (2017년)

### 수상
- 2006년 제일화재 프로야구대상 특별기록상
- 2008년 제일화재 프로야구대상 최고구원상
- 2009년 제 55회 대한체육회 체육상 대상
- 2011년 제 3회 조아제약 프로야구대상 최고투수상, 카스포인트 어워즈 투수부문, 카스모멘트상
- 2012년 제 4회 조아제약 프로야구대상 최고구원상
- 2013년 제 5회 조아제약 프로야구대상 최고구원상
- 2014년 제 6회 조아제약 프로야구대상 특별상, 넷마블 마구마구 일구상 특별공로상
- 2016년 제 8회 조아제약 프로야구대상 특별상, 카스포인트 어워즈 공로상

### 홍보대사
- 2012년 헌혈 홍보대사
- 2013년 아동청소년 학교폭력예방 홍보대사
- 2016년 대한장애인체육회 홍보대사

### CF
- 2012년 에스원 세콤
- 2016년 삼성그룹 & MBC 대한민국 응원 캠페인 (이대호, 박병호, 강정호, 김현수, 추신수와 공동 출연)
- 2016년 LG유플러스 (이대호, 류현진, 강정호, 김현수, 추신수와 공동 출연)
- 2016년 CJ헬스케어 한뿌리

## 배우자
- '김지혜' (2022년 ~ 현재)

## 영화
- 2018년 챔피언 - 샐럽들 역 (특별 출연)

## 통산 기록
| 연 도           | 소 속           | 나 이           | 승 리 | 패 전 | 승 률 | 평 자 책 | 출 장 | 선 발 | 완 투 | 완 봉 | 세 이 브 | 홀 드 | 이 닝 | 피 안 타 | 피 홈 런 | 볼 넷 | 고 4 | 탈 삼 진 | 몸 맞 | 보 크 | 폭 투 | 실 점 | 자 책 | 타 자 수 | W H I P |
| --------------- | --------------- | --------------- | ----- | ----- | ----- | -------- | ----- | ----- | ----- | ----- | -------- | ----- | ----- | -------- | -------- | ----- | ---- | -------- | ----- | ----- | ----- | ----- | ----- | -------- | ------- |
| 2005            | 삼성            | 23              | 10    | 1     | .909  | 1.18     | 61    | 0     | 0     | 0     | 16       | 11    | 99.0  | 46       | 5        | 20    | 1    | 115      | 0     | 0     | 1     | 13    | 13    | 358      | 0.67    |
| 2006            | 삼성            | 24              | 4     | 3     | .571  | 1.59     | 63    | 0     | 0     | 0     | 47       | 0     | 79.1  | 43       | 1        | 12    | 0    | 109      | 1     | 0     | 2     | 15    | 14    | 289      | 0.69    |
| 2007            | 삼성            | 25              | 4     | 4     | .500  | 1.40     | 60    | 0     | 0     | 0     | 40       | 0     | 64.1  | 41       | 6        | 17    | 3    | 69       | 2     | 0     | 4     | 12    | 10    | 251      | 0.90    |
| 2008            | 삼성            | 26              | 1     | 1     | .500  | 1.40     | 57    | 0     | 0     | 0     | 39       | 0     | 57.2  | 34       | 2        | 15    | 2    | 51       | 1     | 0     | 2     | 9     | 9     | 219      | 0.85    |
| 2009            | 삼성            | 27              | 2     | 2     | .500  | 4.83     | 35    | 0     | 0     | 0     | 19       | 0     | 31.2  | 28       | 7        | 17    | 1    | 51       | 0     | 0     | 1     | 17    | 17    | 140      | 1.42    |
| 2010            | 삼성            | 28              | 0     | 0     | ----  | 4.50     | 16    | 0     | 0     | 0     | 4        | 0     | 14.0  | 13       | 4        | 5     | 0    | 19       | 0     | 0     | 1     | 7     | 7     | 60       | 1.29    |
| 2011            | 삼성            | 29              | 1     | 0     | 1.000 | 0.63     | 54    | 0     | 0     | 0     | 47       | 0     | 57.0  | 27       | 2        | 11    | 0    | 76       | 0     | 0     | 1     | 4     | 4     | 204      | 0.67    |
| 2012            | 삼성            | 30              | 2     | 1     | .667  | 1.94     | 50    | 0     | 0     | 0     | 37       | 0     | 55.2  | 33       | 1        | 13    | 4    | 81       | 3     | 0     | 2     | 12    | 12    | 215      | 0.83    |
| 2013            | 삼성            | 31              | 4     | 1     | .800  | 1.74     | 48    | 0     | 0     | 0     | 28       | 0     | 51.2  | 33       | 4        | 10    | 0    | 54       | 2     | 0     | 0     | 13    | 10    | 196      | 0.83    |
| 2014            | 한신            | 32              | 2     | 4     | .333  | 1.76     | 64    | 0     | 0     | 0     | 39       | 5     | 66.2  | 41       | 5        | 13    | 2    | 81       | 1     | 0     | 7     | 18    | 13    | 258      | 0.81    |
| 2015            | 한신            | 33              | 2     | 3     | .400  | 2.73     | 63    | 0     | 0     | 0     | 41       | 7     | 69.1  | 64       | 6        | 16    | 0    | 66       | 2     | 0     | 2     | 21    | 21    | 289      | 1.15    |
| 2016            | STL             | 34              | 6     | 3     | .667  | 1.92     | 76    | 0     | 0     | 0     | 19       | 14    | 79.2  | 55       | 5        | 18    | 3    | 103      | 2     | 0     | 3     | 20    | 17    | 313      | 0.92    |
| 2017            | STL             | 35              | 1     | 6     | .143  | 4.10     | 62    | 0     | 0     | 0     | 20       | 7     | 59.1  | 68       | 10       | 15    | 9    | 54       | 3     | 0     | 1     | 31    | 27    | 264      | 1.40    |
| 2018            | TOR             | 36              | 4     | 3     | .571  | 2.68     | 48    | 0     | 0     | 0     | 2        | 13    | 47.0  | 37       | 5        | 10    | 1    | 55       | 3     | 0     | 1     | 14    | 14    | 189      | 1.00    |
| 2018            | COL             | 36              | 2     | 0     | 1.000 | 2.53     | 25    | 0     | 0     | 0     | 1        | 8     | 21.1  | 15       | 3        | 7     | 0    | 24       | 1     | 0     | 2     | 7     | 6     | 85       | 1.03    |
| 18합            | COL             | 36              | 6     | 3     | .667  | 2.63     | 73    | 0     | 0     | 0     | 3        | 21    | 68.1  | 52       | 8        | 17    | 1    | 79       | 4     | 0     | 3     | 21    | 20    | 274      | 1.01    |
| 2019            | COL             | 37              | 3     | 1     | .750  | 9.33     | 21    | 0     | 0     | 0     | 0        | 3     | 18.1  | 29       | 6        | 6     | 0    | 16       | 0     | 0     | 2     | 19    | 19    | 88       | 1.91    |
| 2020            | 삼성            | 38              | 3     | 2     | .600  | 2.64     | 45    | 0     | 0     | 0     | 18       | 2     | 47.2  | 44       | 2        | 15    | 0    | 39       | 2     | 0     | 1     | 14    | 14    | 201      | 1.24    |
| 2021            | 삼성            | 39              | 0     | 2     | .000  | 2.03     | 64    | 0     | 0     | 0     | 44       | 0     | 62.0  | 56       | 3        | 16    | 3    | 57       | 2     | 0     | 2     | 17    | 14    | 252      | 1.16    |
| KBO 통산 : 11년 | KBO 통산 : 11년 | KBO 통산 : 11년 | 31    | 17    | .646  | 1.80     | 553   | 0     | 0     | 0     | 339      | 13    | 620.0 | 398      | 37       | 151   | 14   | 721      | 13    | 0     | 17    | 133   | 124   | 2385     | 0.89    |
| NPB 통산 : 2년  | NPB 통산 : 2년  | NPB 통산 : 2년  | 4     | 7     | .364  | 2.25     | 127   | 0     | 0     | 0     | 80       | 12    | 136.0 | 105      | 11       | 29    | 2    | 147      | 3     | 0     | 9     | 39    | 34    | 547      | 0.99    |
| MLB 통산 : 4년  | MLB 통산 : 4년  | MLB 통산 : 4년  | 16    | 13    | .552  | 3.31     | 232   | 0     | 0     | 0     | 42       | 45    | 225.2 | 204      | 29       | 56    | 13   | 252      | 9     | 0     | 9     | 91    | 83    | 939      | 1.15    |

- 굵은 글씨는 시즌 최고 성적, 빨간 글씨는 한국 프로야구 역사상 최고 기록

## 같이 보기
- 대한민국 출신 메이저 리그 베이스볼 선수 목록